# Bavlna Pima

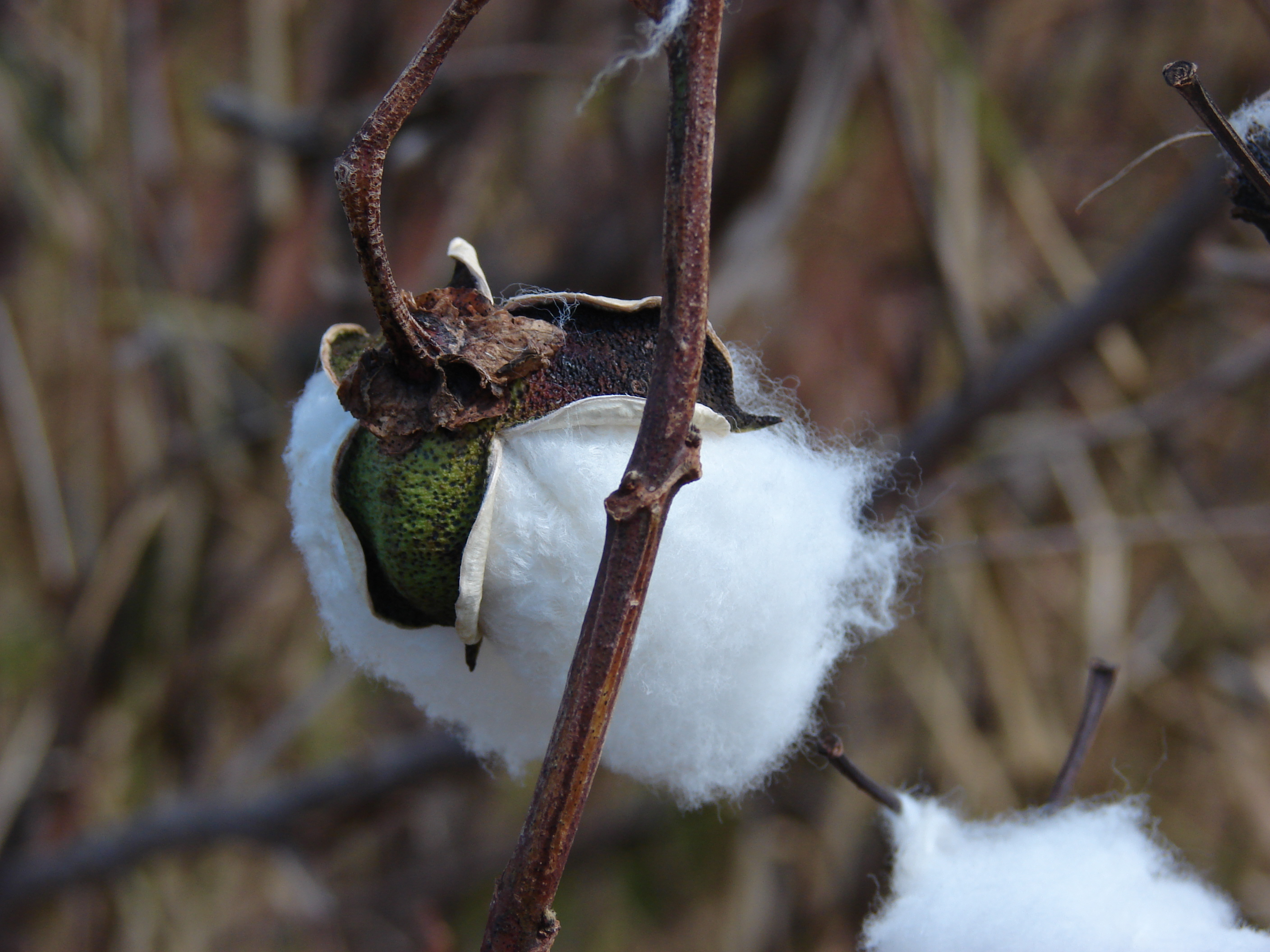
Tobolka bavlníku Gossypium barbadense

Pima je dlouhovlákná bavlna ze semene druhu Gossipium barbadense. Název je odvozen od jména indiánského kmene v Arizoně, jehož příslušníci tam pomáhali začátkem 20. století při kultivaci Pimy na pokusné farmě. Pima byla vypěstována pravděpodobně z křížence egyptské Ashmuni s bavlnou Sea Island.

## Pěstitelské oblasti a sklizeň
Průměrná sklizeň Pimy se na začátku 21. století odhaduje na ročních 200-220 tisíc tun, což je asi 1/3 podílu na nejhodnotnějších bavlnách, tzv. Extra Long Staple. Podíl této skupiny na celosvětové sklizni se odhaduje na 2,5 %, vedle Pimy se k ní řadí např. egyptská Giza, čínská Xinhai a súdánská Baracat.
Z pěstitelských oblastí se uvádějí
- USA, kde se odhadovala sklizeň Pimy v roce 2012 na 180 000 tun (4% z celkové sklizně bavlny) [3]. Asi 90 % Pimy se pěstuje v Kalifornii, sklizeň se provádí strojově, hektarový výnos dosahuje cca 1000 kg nevyzrněné bavlny, čistý výnos po válcovém vyzrňování obnáší 31 %.
- V Izraeli se začalo s pěstováním Pimy v roce 1950, v roce 2006 dosáhla sklizeň 18 000 tun, hektarové výnosy dosahují až 1800 kg. Bavlna se sklízí strojově a vyzrňuje na válcovém stroji [4].
- V Peru je bavlna známá už více než pět tisíc let. Pima se tam začala pěstovat asi v roce 1918 kultivací rostlin pravděpodobně stejného původu jako v USA. Pima se pěstuje v údolích Piura a Chira na severozápadě země, sklizeň se provádí ručně a čistí na válcovém vyzrňovači. Peruánská Pima vykazuje nejlepší jakost ze všech pěstitelských oblastí. V roce 2007 bylo sklizeno cca 7000 tun (cca 10 % celkové produkce peruánské bavlny) [5].
- V Austrálii se začala pěstovat bavlna v první třetině 20. století. Pima se pěstuje jen v malém měřítku, v roce 2006 dosáhla sklizeň asi 3000 tun, hektarový výnos 1550 kg (cca o 1/3 méně než u středněvlákné bavlny). Vlákna dosahují pevnosti až 45 g/tex.
- Súdánští pěstitelé mají mnohaletou zkušenost s pěstováním dlouhovlákné bavlny. O tamějších pokusech s Pimou je jen známé, že při nich pevnost vlákna měla dosáhnout až 45 g/tex.

## Vlastnosti Pimy
| Vlastnosti:       | Pima  | Pima  | Pima   | středně- vlákná |
| ----------------- | ----- | ----- | ------ | --------------- |
| Vlastnosti:       | USA   | Peru  | Izrael | středně- vlákná |
| Stapl. délka (mm) | 35-36 | 37-42 | 36     | 26-28           |
| Jemnost (dtex)    | 1,57  | 1,41  | 1,53   | 2,1-2,2         |
| Pevnost (g/tex)   | 41-43 | 35-42 | 39     | 30-35           |

Z bavlny Pima se dají vyrábět česané příze až do jemnosti 4 tex.
Za Pimu se platí až dvojnásobek ceny středněvlákných bavln.
(Cenové relace podobných druhů bavlny na burze v Brémách v říjnu 2019 v €/kg):
Pima USA – 2,65; Pima Izrael – 3,17; Giza 88 (Egypt) – 2,47; Baracat (Sudan) – 2,15; středněvlákná b. USA – 1,56.

## Použití bavlny Pima
Asi 70 % bavlny Pima se spotřebuje na výrobu příze v Číně, v Indii a v Pákistánu.
Z Pimy se vyrábějí česané i mykané příze na dražší tkaniny (lůžkoviny, froté aj.) a pleteniny (polokošile, ponožky aj.).